# Galó (sàtrapa)
Galó (en llatí Gallus) va ser el tercer sàtrapa de Capadòcia, fill de Farnaces de Capadòcia i de la princesa persa Atossa. La llegenda el fa rebesavi d'Anafes un dels set perses que van matar a Smerdis de Pèrsia i van enderrocar als mags l'any 522 aC, però probablement va viure després d'aquesta època (a la primera part del segle v aC).